# Stazione di Bettola
Stazione di Bettola 1967-ben bezárt vasútállomás Olaszországban, Bettola településen.

## Vasútvonalak
Az állomást az alábbi vasútvonalak érintették:
- Piacenza-Bettola-vasútvonal

## Kapcsolódó állomások
A vasútállomáshoz az alábbi állomások vannak a legközelebb:
- Roncovero railway halt